# Sarah Lancman
Sarah Lancman (geboren am 20. Januar 1989 in Paris) ist eine französische Jazzsängerin und Komponistin. Als Vokalistin erhielt sie 2012 einen ersten Preis bei einem Wettbewerb des Montreux Jazz Festivals.

## Leben
Sarah Lancman wurde 1989 geboren und wuchs in Paris auf. Am Konservatorium erhielt sie Klavierunterricht. Ihre Ausbildung schloss sie 2013 mit einem Bachelor in Komposition, Klavier und Gesang an der Musikhochschule Lausanne (HEMU) ab.
Der Gewinn des ersten Preises als Vokalistin in Montreux bedeutete ihren Durchbruch. Im Jahr 2016 wurde sie von der Jazz Foundation of America als einer der drei „New Rising Stars“ eingeladen. Bis 2021  arbeitete sie fünf Jahre mit dem Pianisten Giovanni Mirabassi zusammen. Er wurde ihr Manager, mit dem sie auch das Label Jazz Eleven gründete. Nach Tourneen in Europa trat sie 2018 in Israel und 2019 in Japan und Südkorea auf.
Lancman lebt in ihrer Heimatstadt Paris.

## Auszeichnungen
- 2012: Erster Preis beim International Shure Jazz Vocal des Montreux Jazz Festivals

## Diskografie
- 2014: Dark
- 2016: Inspiring Love
- 2018: À contretemps (mit Alex Sipiagin, Giovanni Mirabassi, Gianluca Renzi, Gene Jackson)
- 2019: Giovanni Mirabassi & Sarah Lancman: Intermezzo
- 2020: Parisienne (mit Giovanni Mirabassi, Laurent Vernerey, Stéphane Huchard sowie Marc Berthoumieux und Pierrick Pédron)